# Gente di mare
Gente di mare är en ballad på italienska, som var Italiens bidrag till Eurovision Song Contest 1987, där den kom på 3:e plats. Den framfördes i duett av Umberto Tozzi och Raf. I dag räknas den som en italiensk schlagerklassiker.

## Listplaceringar
| Lista (1987)  | Placering |
| ------------- | --------- |
| Nederländerna | 21        |
| Schweiz       | 7         |
| Sverige       | 6         |
| Österrike     | 8         |

### Fotnoter
1. ↑  ”Listplacering”. http://dutchcharts.nl/showitem.asp?interpret=Tozzi+-+Raff&titel=Gente+di+mare&cat=s. Läst 28 april 2011.
2. ↑  ”Listplacering”. http://hitparade.ch/showitem.asp?interpret=Tozzi+-+Raff&titel=Gente+di+mare&cat=s. Läst 28 april 2011.
3. ↑  ”Listplacering”. http://swedishcharts.com/showitem.asp?interpret=Tozzi+-+Raff&titel=Gente+di+mare&cat=s. Läst 28 april 2011.
4. ↑  ”Listplacering”. http://austriancharts.at/showitem.asp?interpret=Tozzi+-+Raff&titel=Gente+di+mare&cat=s. Läst 28 april 2011.